# Torre del Cintoi
La Torre del Cintoi és una antiga torre de guàrdia situada al nucli urbà de la població del Vendrell. És a l'antic camí que va del Vendrell a Sant Vicenç de Calders.

## Història
La torre, amb funcions defensives o de vigilància, podria ser l'origen del nucli del Vendrell, documentat suposadament des del 1032 quan Mir Llop Sanç fou establert al castell de Banyeres i amb seguretat l'any 1037 en una concòrdia signada per l'abat de Sant Cugat del Vallès, senyor dels castells de Calders i de Santa Oliva dintre els quals es trobava el Vendrell. La torre va esdevenir el centre de la baronia que senyorejà el monestir de Sant Cugat fins a l'abolició de les jurisdiccions feudals al segle xix. La baronia comprenia els termes de Bonastre, Albinyana, Santa Oliva, Sant Vicenç de Calders i el mateix Vendrell.

## Arquitectura
La torre, esberlada de dalt a baix i que només es conserva en part, té planta circular i un diàmetre interior de 305 cm. A uns 4 metres d'alçada hi ha un relleix d'uns 35 cm que fa pensar que a aquest nivell hi havia un trespol i segurament la porta devia estar a aquesta altura. Pel damunt del relleix només s'ha conservat 1 m de paret. El parament del mur és fet a base de pedres mitjanes (15 cm x 25 cm), poc treballades però ben alineades i unides amb morter de calç de color rogenc.
La datació se situaria cap al segle xi o xii.